# Donald Byrne
Donald Byrne (ur. 12 czerwca 1930 w Nowym Jorku, zm. 8 kwietnia 1976 w Filadelfii) – amerykański szachista, mistrz międzynarodowy od 1962.

## Kariera szachowa
W 1953 zwyciężył w otwartych mistrzostwach Stanów Zjednoczonych (U.S. Open Chess Championship). W latach 1954 i 1955 dwukrotnie wystąpił w międzypaństwowych meczach przeciwko Związkowi Radzieckiemu, w pierwszym przypadku wygrywając 3–1 z Jurijem Awerbachem, a w drugim – przegrywając w takim samym stosunku z Jefimem Gellerem. Kilkukrotnie uczestniczył w finałach indywidualnych mistrzostw Stanów Zjednoczonych, najlepszy wynik osiągając w 1958, kiedy to podzielił IV–VII miejsce (za Robertem Fischerem, Samuelem Reshevskym i Jamesem Sherwinem, wspólnie z Larrym Evansem, Williamem Lombardym i Arthurem Bisguierem). W latach 1962, 1964 i 1968 trzykrotnie wystąpił na szachowych olimpiadach, w 1968 zdobywając brązowy medal za indywidualny wynik na VI szachownicy. W 1962 Międzynarodowa Federacja Szachowa przyznała mu tytuł mistrza międzynarodowego za wynik w turnieju w Mar del Placie (dz. IV–VII m. za Lwem Poługajewskim, Wasilijem Smysłowem i Laszlo Szabo, wspólnie z Miguelem Najdorem, Bruno Parmą, Raulem Sanguinettim i Ludkiem Pachmanem). W 1968 zajął VI m. w Vinkovci (za Robertem Fischerem, Milanem Matuloviciem, Vlastimilem Hortem, Borislavem Ivkovem i Florinem Gheorghiu). 
Według retrospektywnego systemu Chessmetrics najwyżej sklasyfikowany był w kwietniu 1955: zajmował wówczas 38. miejsce na świecie.

## Życie prywatne
Był bratem Roberta Byrne'a (ur. 1928, zm. 2013), czołowego amerykańskiego szachisty w latach 60. i 70. XX wieku, arcymistrza, pretendenta do tytułu mistrza świata.